# Philip Jacob Specken
Philip Jacob Specken, född 1683 i Dresden, Tyskland, död 7 oktober 1762 i Katarina församling, Stockholm, var en svensk instrumentmakare i Stockholm som bland annat byggde klavikord och cembalo. 

## Biografi
Philip Jacob Specken föddes 1683 i Dresden, Tyskland. Han lärde sig bygga instrument hos Gottfried Silbermann. Specken blev 1730 gesäll hos snickarmästaren Gustaf Berg i Stockholm. Mellan 1733 och 1736 var han gesäll hos instrumentmakaren Johan Petter Roos änka i Stockholm. Specken tog troligtvis över Roos verkstad och byggde 1737 en cembalo. Han var 1745 instrumentvårdare vid Hovkapellet. Specken var mellan 1756 och 1759 kompanjon med instrumentmakaren Gottlieb Rosenau i Stockholm. Rosenau tog över Speckens verkstad 1759. Specken avled 7 oktober 1762 i Katarina församling, Stockholm.
Specken var en av få i Sverige som tillverkade instrumentet Cembal d'amour.

### Familj
Specken gifte sig 20 augusti 1738 i Stockholm med Christina Stierwald. Hon var dotter till trädgårdsmästaren Marcus Stierwald. De fick tillsammans barnen Anna Maria (född 1740), Philip Jacob (född 1741), Christina Margaretha (född 1742), Carl Gustav (född 1745) och Charlotta Rosina (född 1749).

## Instrument
- 1730 - Cembalo

### Klavikord

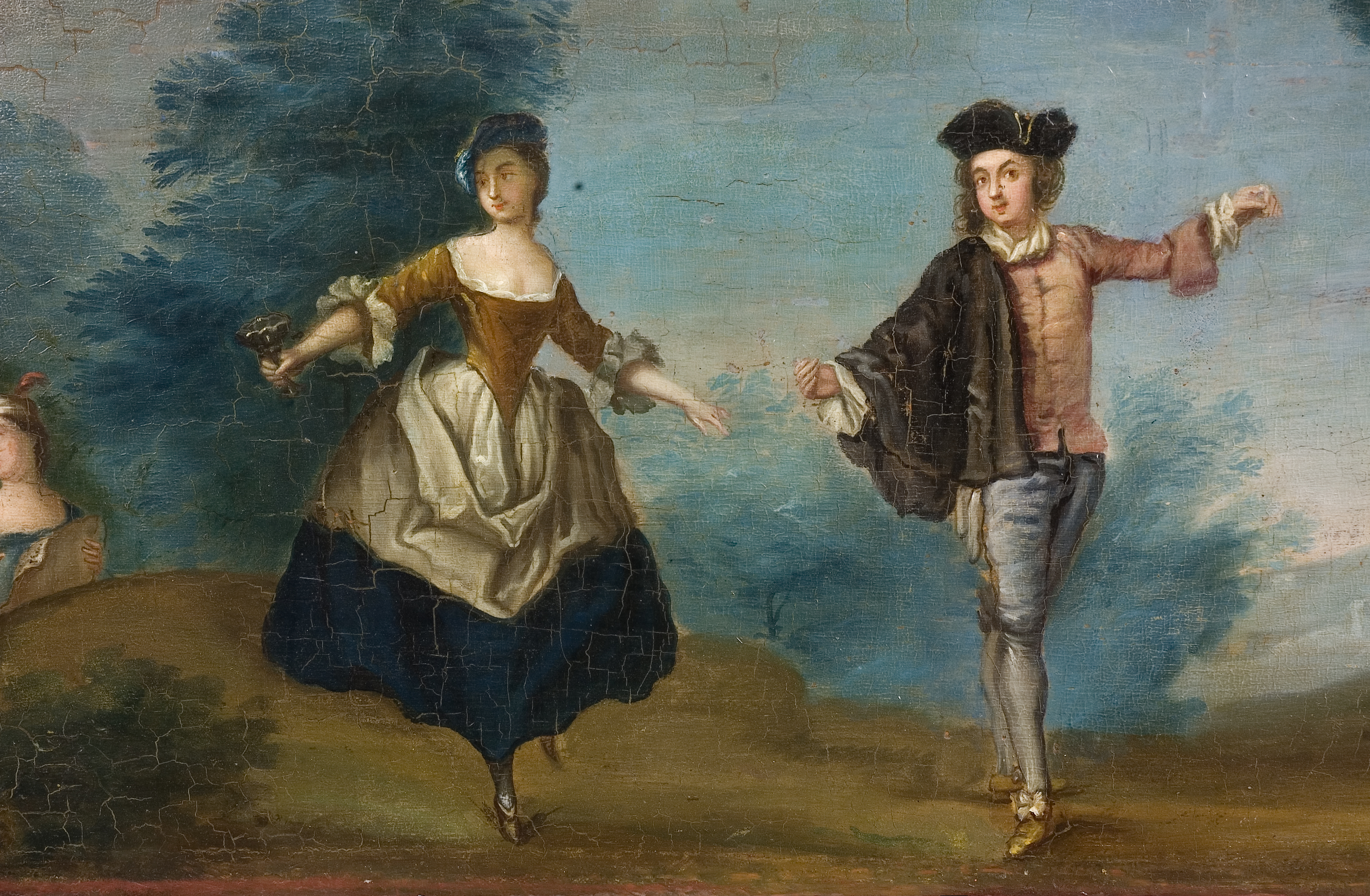
Målning på ett klavikord av Specken

- 1741 - Klavikord.
- Klavikord.
- 1755 - Klavikord.
- 1743 - Klavikord.
- 1748 - Klavikord.
- 1760? - Klavikord.
- Klavikord.
- 1749 - Klavikord.
- 1758 - Klavikord.
- Klavikord.
- Klavikord.
- Klavikord.

## Medarbetare
- Gottlieb Rosenau var mellan 1744 och 1749 lärling hos Specken och mellan 1749 och 1756 gesäll hos honom. Han blev 1756 kompanjon med Specken.[2]
- Fredrik Schultz (född 1733) var omkring 1754–1757 gesäll hos Specken.[6][7]